# Adri Bleuland van Oordt
Adriana Maria Hendrika (Adri) Bleuland van Oordt (Rotterdam, 5 juni 1862 - Hilversum, 21 oktober 1944) was een Nederlandse kunstschilderes en tekenares.

## Leven en werk
Bleuland van Oordt werd in 1862 in Rotterdam geboren als dochter van de koopman en latere gasfabrikant Jan Bleuland van Oordt en Guilhelmina Catharina Arnoudina Hoogwerff. Bleuland van Oordt werd opgeleid tot onderwijzeres, maar koos daarna voor een meer kunstzinnige richting. Als beeldend kunstenaar werd zij opgeleid aan de Haagse Academie van Beeldende Kunsten. Bleuland van Oordt was een leerlinge van Gerke Henkes en van Tony Offermans. Zij was werkzaam in Rotterdam, Voorburg, Den Haag en het laatste jaar voor haar overlijden in Hilversum. Bleuland van Oordt schilderde portretten, stillevens, figuur- en genrevoorstellingen. Zij portretteerde onder meer koningin Wilhelmina, Daniël de Lange en Johannes Pieter Roetert Tak van Poortvliet. Bleuland van Oordt was een van de Nederlandse vrouwelijke schilders wier werk werd verhandeld door de Franse firma Goupil & Cie, die in Den Haag een filiaal bezat. Bleuland van Oordt was lid van de Amsterdamse kunstenaarsvereniging Sint Lucas. Als lid van deze vereniging werd haar werk regelmatig geëxposeerd in het Stedelijk Museum aldaar.
Naast haar werk als beeldend kunstenaar was Bleuland van Oordt actief in de vrouwenbeweging. Zij zette zich in voor gelijke rechten voor man en vrouw en voor het verkrijgen van het vrouwenkiesrecht. Tijdens de Eerste Wereldoorlog zette zij zich in voor de opvang van Belgische vluchtelingen.
Bleuland van Oordt overleed in 1944 op 82-jarige leeftijd in Hilversum. Haar jongere zus Johanna Bleuland van Oordt was eveneens beeldend kunstenares.

## Voorbeelden van haar werk

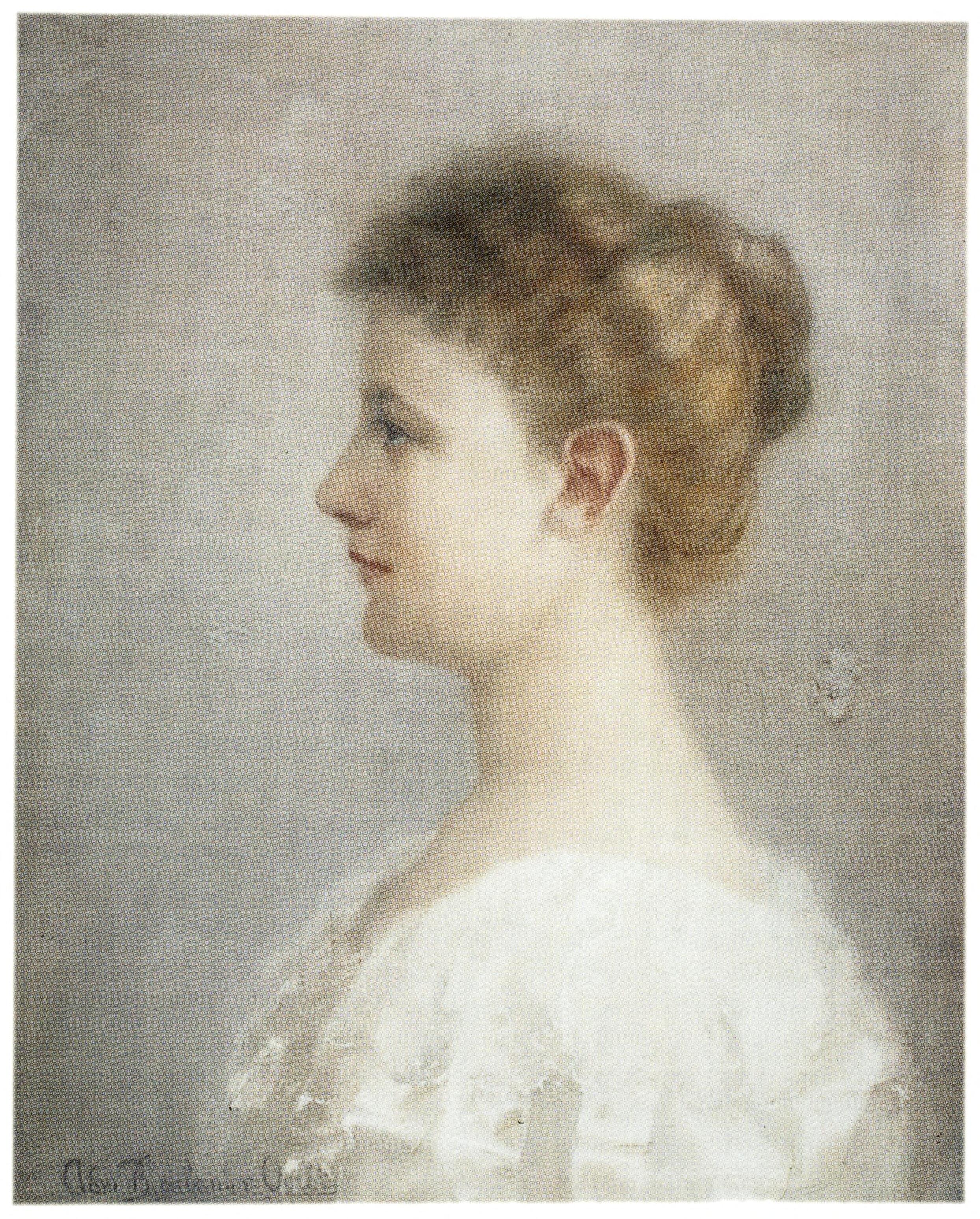
Portret van Koningin Wilhelmina
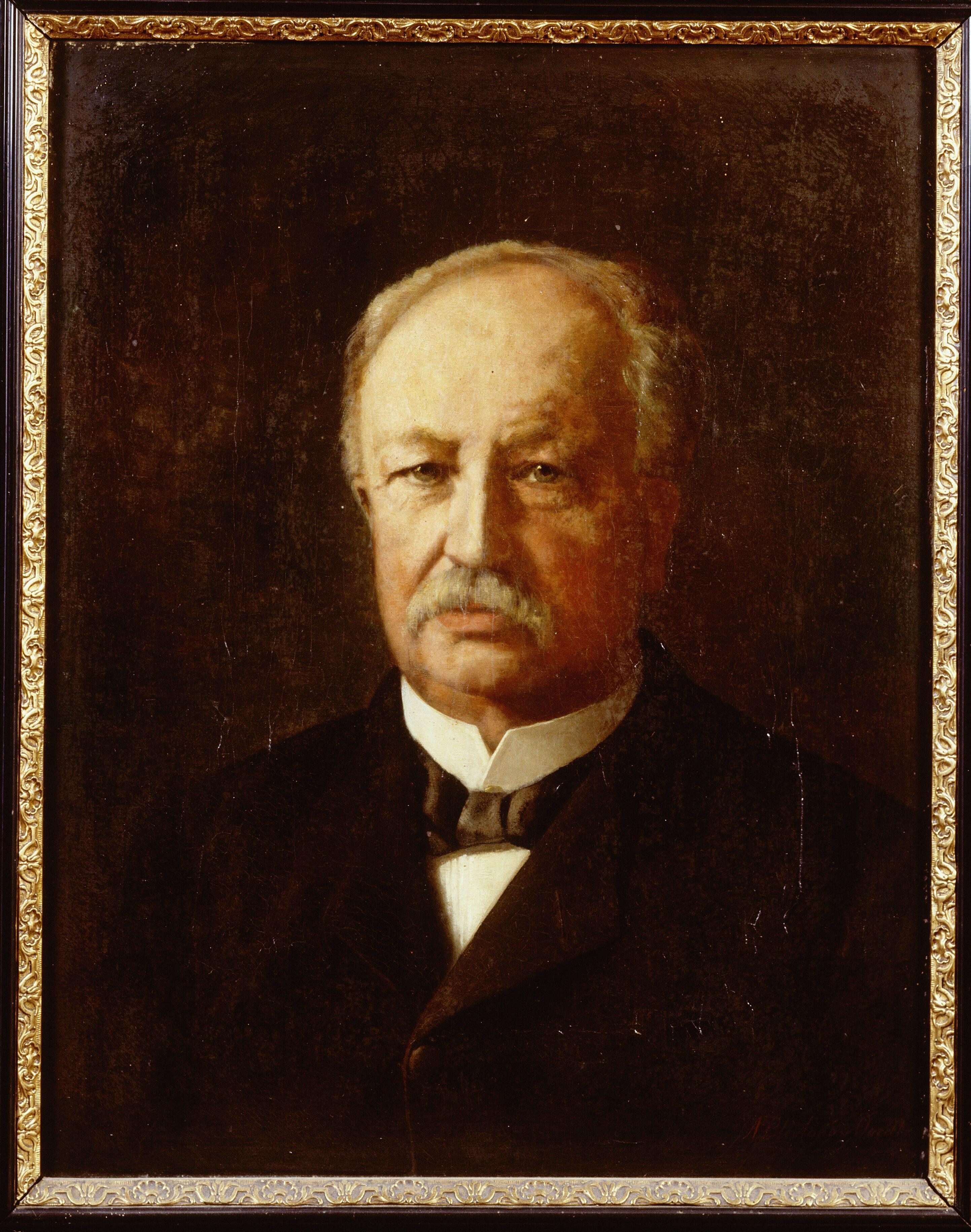
Portret van Johannes Tak van Poortvliet
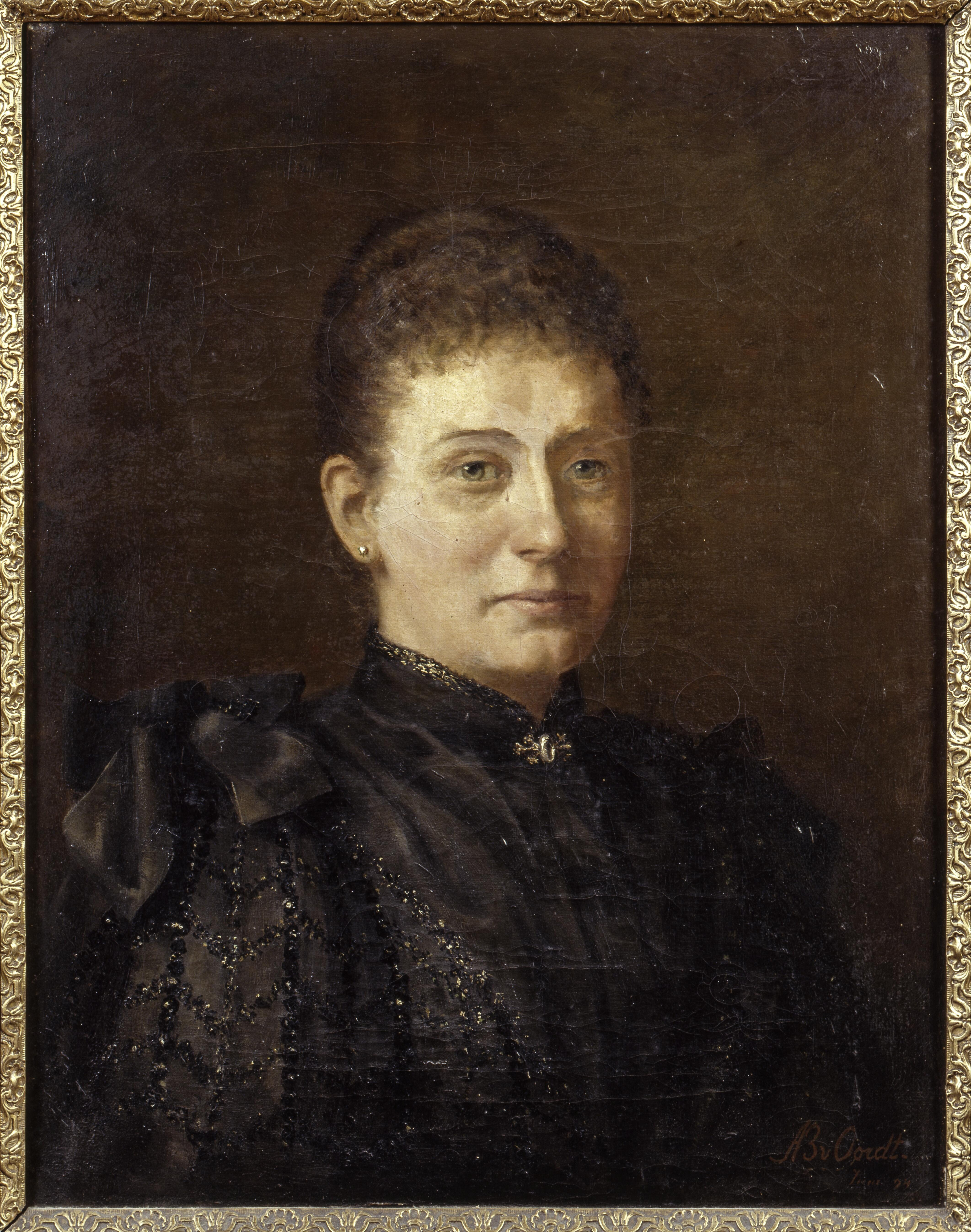
Portret van Christina Louisa Henrietta Geertruida van Oordt (pendant van het schilderij van Van Portvliet
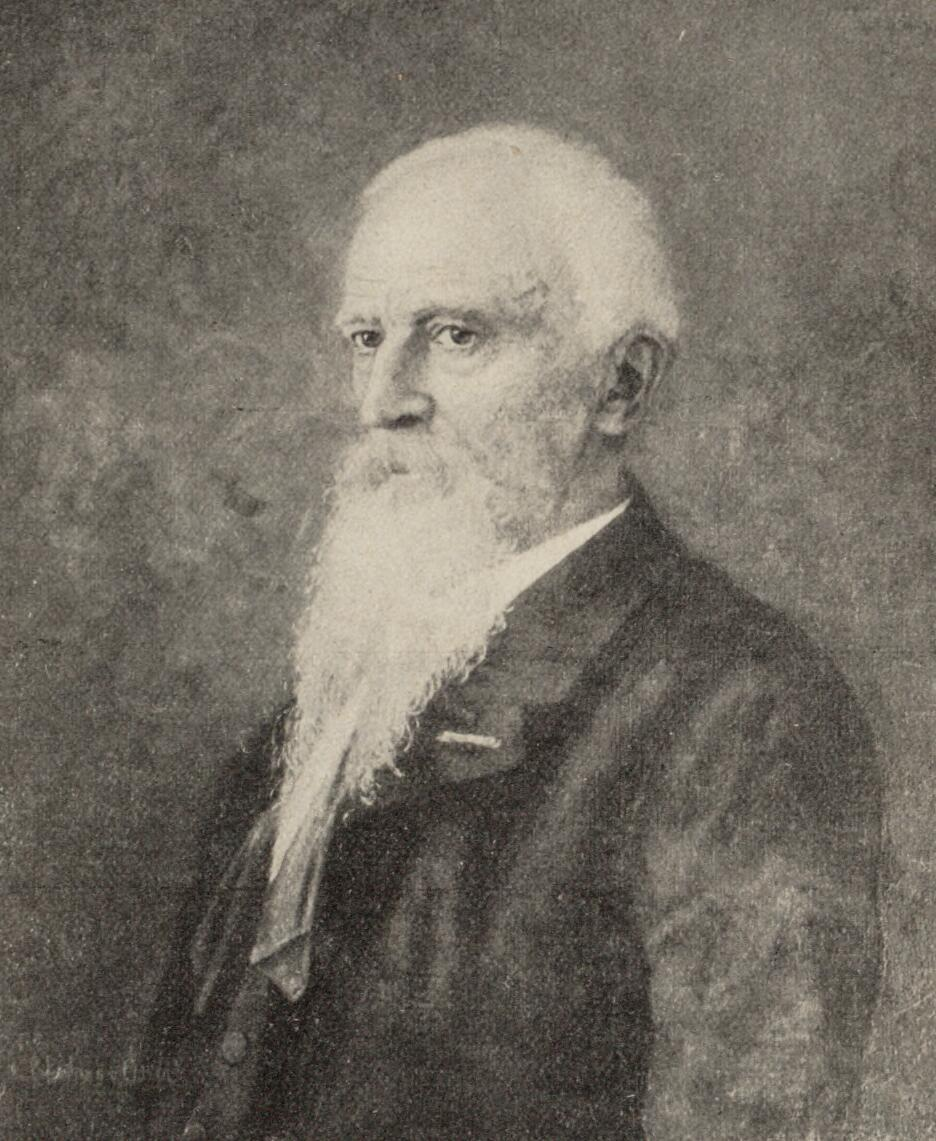
Portret van Daniël de Lange
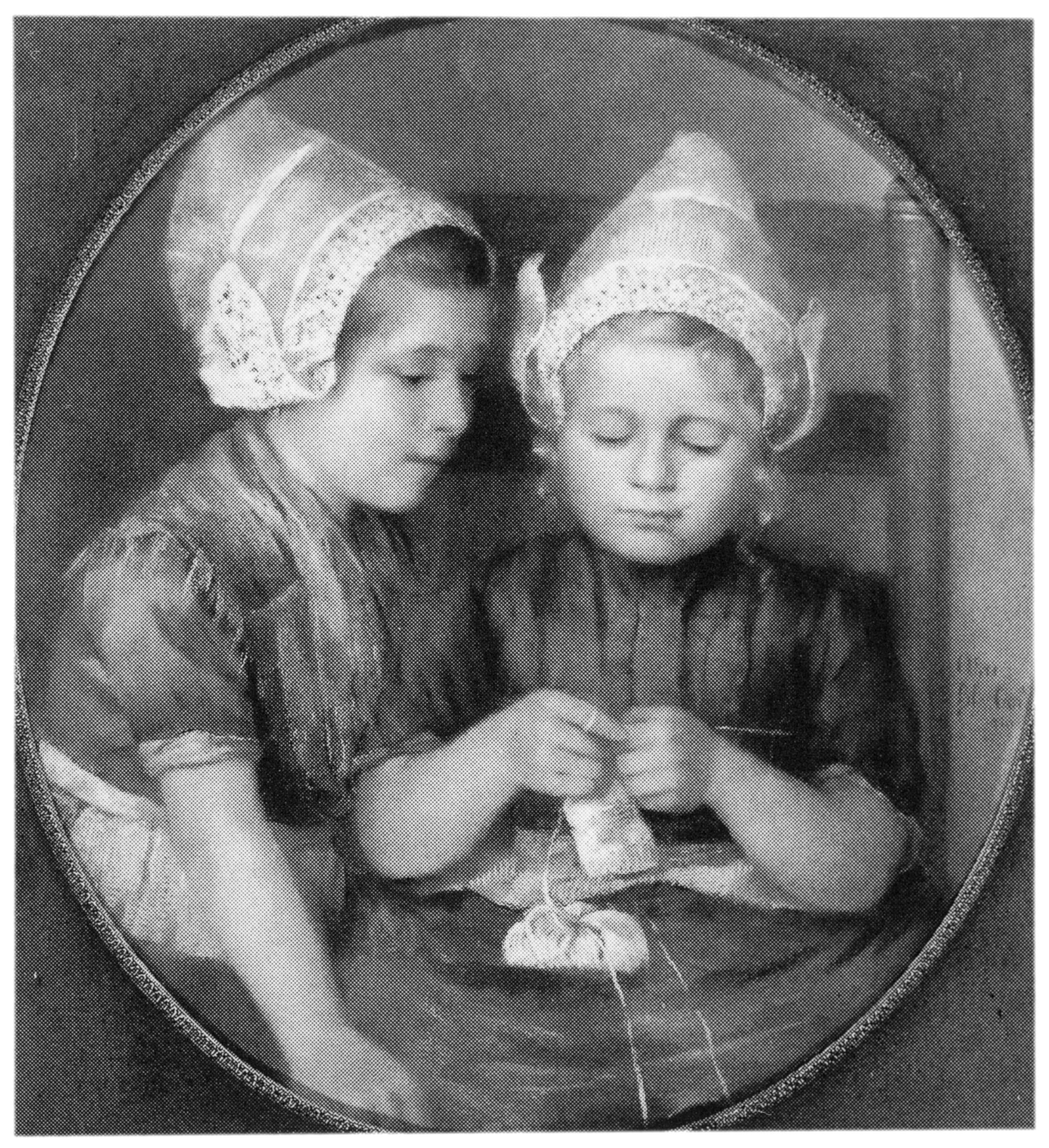
Twee meisjes in streekdracht